# Brixia andriae
Brixia andriae är en insektsart som beskrevs av Synave 1965. Brixia andriae ingår i släktet Brixia och familjen kilstritar. Inga underarter finns listade i Catalogue of Life.